# Метанові сипи

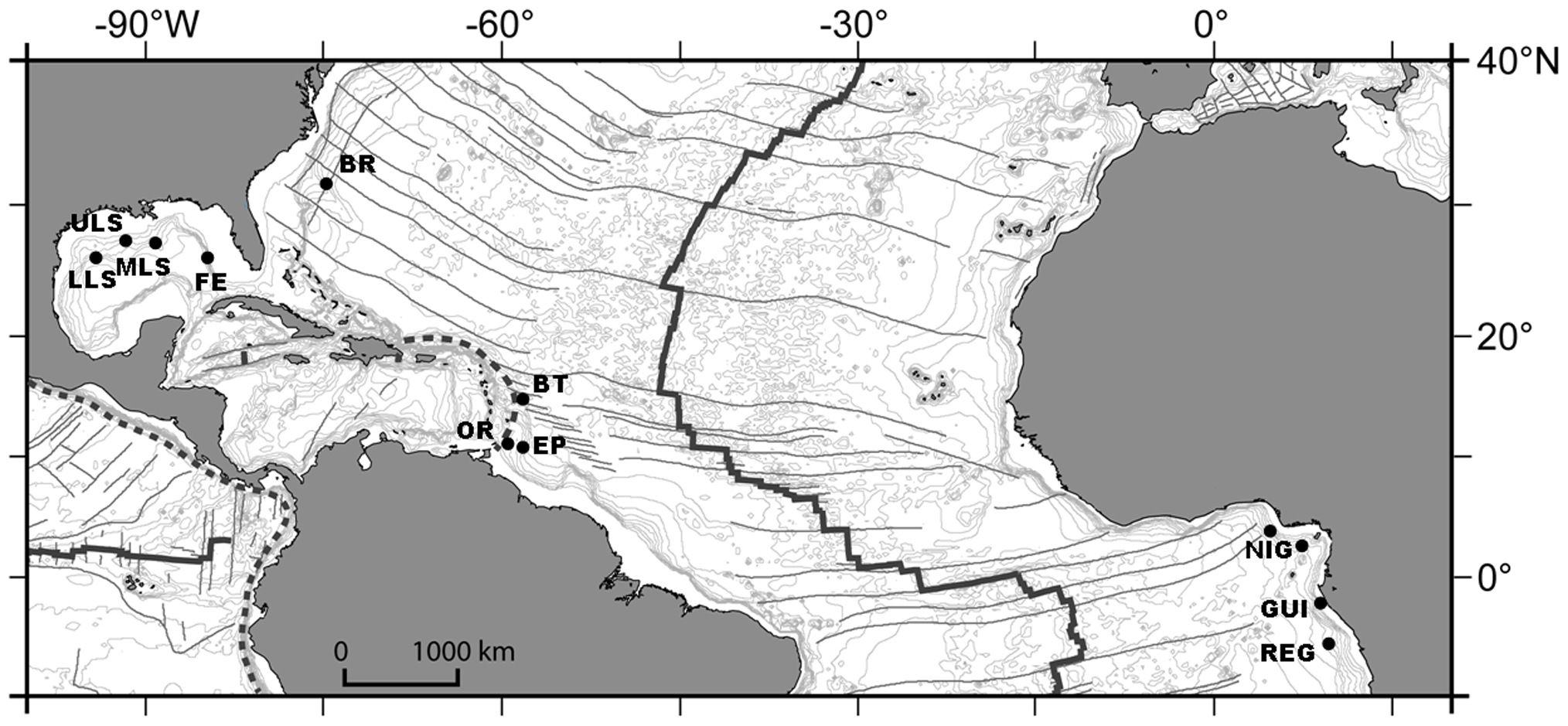
Сипи Атлантичного океану.

Метанові сипи — метанові факели-просочування через дно морів, океану. 

## Загальний опис
Метанові сипи належать до так званих «холодних просочувань» (англ. cold seeps).
Географія розповсюдження районів зі сприятливими умовами (температура/тиск) існування газогідратів метану величезна. За попередніми оцінками в газогідратах в умовах вічної мерзлоти міститься до 4·1011 тонн вуглецю. Оцінки російських геологів на два порядки вище. Вважають, що морські райони газогідратних покладів (метанові сипи) більш поширені в порівнянні з наземними і містять близько 1,1·1013 тонн вуглецю. Газогідрати являють собою тверді снігоподібні структури, в яких гази укладені в кристалічну решітку води при високому тиску і низькій температурі — так звані клатрати. У 1 м³ ідеального метанового газогідрату може міститися до 170 м³ газу.

## Виноски
1. ↑  MacDonald, G.J. (Ed.) (1982) The long-term impacts of increasing atmospheric carbon dioxide levels. Ballinger, Cambridge, Mass., USA, 252.
2. ↑  Dobrynin V.M, Korotaev Y. P., Plyushev D. V. Gas hydrates: a possible energy resource // Long term Energy Resources. / Ed. R. G. Meyer. — Pitman, Boston, Mass, 1981. — P. 727–729.
3. ↑  Kvenvolden K.A. (1987) World-wide occurences of marine gas hydrates: implication for future atmospheric methane concentrations. 193rd ACS National Meeting, Division of Geochemistry. Denver, Colorado. N 27.

## Ресурси Інтернету
- Метановые сипы в Черном море: Средообразующая и экологоческая роль
- Ecology and Biogeography of Free-Living Nematodes Associated with Chemosynthetic Environments in the Deep Sea: A Review
- A chemotrophic ecosystem found beneath Antarctic Ice Shelf
- Морские метановые сипы